# Cardamine bonariensis
Cardamine bonariensis là một loài thực vật có hoa trong họ Cải. Loài này được Juss. ex Pers. mô tả khoa học đầu tiên năm 1806.